# (34130) Isabellaivy
2000 QW3 (asteroide 34130) é um asteroide da cintura principal. Possui uma excentricidade de 0.10770950 e uma inclinação de 6.18120º.
Este asteroide foi descoberto no dia 24 de agosto de 2000 por LINEAR em Socorro.